# 小行星8109
小行星8109（英語：8109）是一颗围绕太阳公转的小行星。1995年2月25日，C. W. Hergenrother在卡特林那发现了此天体。
这颗小行星的绝对星等为21.32277093146103等。